# NBA 2013/14
NBA 2013/14 was het 68e seizoen van de NBA. Het begon op 29 oktober 2013 en eindigde op 15 juni 2014, toen San Antonio Spurs de vijfde wedstrijd van de NBA Finale met 104-87 won en daarmee op 4-1 kwam in de serie tegen verliezend finalist Miami Heat. Kevin Durant van Oklahoma City Thunder werd verkozen tot NBA Most Valuable Player en Kawhi Leonard van San Antonio tot NBA Finals Most Valuable Player. De finale tussen San Antonio en Miami was dezelfde als die in het voorgaande seizoen, alleen toen won Miami. Voor Miami was het de vierde NBA-finale op rij, waarvan het de twee voorgaande won.

## Eindstand regulier seizoen
| Eastern Conference  | W  | V  |
| ------------------- | -- | -- |
| Indiana Pacers*     | 56 | 26 |
| Miami Heat *        | 55 | 28 |
| Toronto Raptors*    | 48 | 34 |
| Chicago Bulls       | 48 | 34 |
| Washington Wizards  | 44 | 38 |
| Brooklyn Nets       | 44 | 38 |
| Charlotte Bobcats   | 43 | 39 |
| Atlanta Hawks       | 38 | 44 |
| New York Knicks     | 37 | 45 |
| Cleveland Cavaliers | 33 | 49 |
| Detroit Pistons     | 29 | 53 |
| Boston Celtics      | 25 | 57 |
| Orlando Magic       | 23 | 59 |
| Philadelphia 76ers  | 19 | 63 |
| Milwaukee Bucks     | 15 | 67 |

| Western Conference     | W  | V  |
| ---------------------- | -- | -- |
| San Antonio Spurs*     | 62 | 20 |
| Oklahoma City Thunder* | 59 | 23 |
| LA Clippers*           | 57 | 25 |
| Houston Rockets        | 54 | 28 |
| Portland Trail Blazers | 54 | 28 |
| Golden State Warriors  | 51 | 31 |
| Memphis Grizzlies      | 50 | 32 |
| Dallas Mavericks       | 49 | 33 |
| Phoenix Suns           | 48 | 34 |
| Minnesota Timberwolves | 40 | 42 |
| Denver Nuggets         | 36 | 46 |
| New Orleans Pelicans   | 34 | 48 |
| Sacramento Kings       | 28 | 54 |
| LA Lakers              | 27 | 55 |
| Utah Jazz              | 25 | 57 |

*Winnaars van de zes divisies

## Playoffs
|  | Eerste ronde | Eerste ronde           | Eerste ronde           |   |                   | Conference Halve Finale | Conference Halve Finale | Conference Halve Finale |  |  | Conference Finale | Conference Finale | Conference Finale |   |  | NBA Finale | NBA Finale | NBA Finale |
|  |              |                        |                        |   |                   |                         |                         |                         |  |  |                   |                   |                   |   |  |            |            |            |
|  |              | Indiana Pacers         | 4                      |   |                   |                         |                         |                         |  |  |                   |                   |                   |   |  |            |            |            |
|  |              | Atlanta Hawks          | 3                      |   |                   |                         |                         |                         |  |  |                   |                   |                   |   |  |            |            |            |
|  |              | Atlanta Hawks          | 3                      |   | Indiana Pacers    | 4                       |                         |                         |  |  |                   |                   |                   |   |  |            |            |            |
|  |              |                        |                        |   | Indiana Pacers    | 4                       |                         |                         |  |  |                   |                   |                   |   |  |            |            |            |
|  |              |                        | Washington Wizards     | 2 |                   |                         |                         |                         |  |  |                   |                   |                   |   |  |            |            |            |
|  |              | Chicago Bulls          | Washington Wizards     | 2 | 1                 |                         |                         |                         |  |  |                   |                   |                   |   |  |            |            |            |
|  |              |                        |                        |   | 1                 |                         |                         |                         |  |  |                   |                   |                   |   |  |            |            |            |
|  |              | Washington Wizards     | 4                      |   |                   |                         |                         |                         |  |  |                   |                   |                   |   |  |            |            |            |
|  |              |                        |                        |   |                   |                         | Indiana Pacers          | 2                       |  |  |                   |                   |                   |   |  |            |            |            |
|  |              |                        |                        |   |                   |                         |                         |                         |  |  |                   |                   |                   |   |  |            |            |            |
|  |              |                        | Miami Heat             | 4 |                   |                         |                         |                         |  |  |                   |                   |                   |   |  |            |            |            |
|  |              | Toronto Raptors        | Miami Heat             | 4 | 3                 |                         |                         |                         |  |  |                   |                   |                   |   |  |            |            |            |
|  |              |                        |                        |   | 3                 |                         |                         |                         |  |  |                   |                   |                   |   |  |            |            |            |
|  |              | Brooklyn Nets          | 4                      |   |                   |                         |                         |                         |  |  |                   |                   |                   |   |  |            |            |            |
|  |              | Brooklyn Nets          | 4                      |   | Brooklyn Nets     | 1                       |                         |                         |  |  |                   |                   |                   |   |  |            |            |            |
|  |              |                        |                        |   | Brooklyn Nets     | 1                       |                         |                         |  |  |                   |                   |                   |   |  |            |            |            |
|  |              |                        | Miami Heat             | 4 |                   |                         |                         |                         |  |  |                   |                   |                   |   |  |            |            |            |
|  |              | Miami Heat             | Miami Heat             | 4 | 4                 |                         |                         |                         |  |  |                   |                   |                   |   |  |            |            |            |
|  |              |                        |                        |   | 4                 |                         |                         |                         |  |  |                   |                   |                   |   |  |            |            |            |
|  |              | Charlotte Bobcats      | 0                      |   |                   |                         |                         |                         |  |  |                   |                   |                   |   |  |            |            |            |
|  |              |                        |                        |   |                   |                         |                         |                         |  |  |                   |                   | Miami Heat        | 1 |  |            |            |            |
|  |              |                        |                        |   |                   |                         |                         |                         |  |  |                   |                   |                   | 1 |  |            |            |            |
|  |              |                        | San Antonio Spurs      | 4 |                   |                         |                         |                         |  |  |                   |                   |                   |   |  |            |            |            |
|  |              | San Antonio Spurs      | San Antonio Spurs      | 4 | 4                 |                         |                         |                         |  |  |                   |                   |                   |   |  |            |            |            |
|  |              | San Antonio Spurs      |                        |   | 4                 |                         |                         |                         |  |  |                   |                   |                   |   |  |            |            |            |
|  |              | Dallas Mavericks       | 3                      |   |                   |                         |                         |                         |  |  |                   |                   |                   |   |  |            |            |            |
|  |              | Dallas Mavericks       | 3                      |   | San Antonio Spurs | 4                       |                         |                         |  |  |                   |                   |                   |   |  |            |            |            |
|  |              |                        |                        |   | San Antonio Spurs | 4                       |                         |                         |  |  |                   |                   |                   |   |  |            |            |            |
|  |              |                        | Portland Trail Blazers | 1 |                   |                         |                         |                         |  |  |                   |                   |                   |   |  |            |            |            |
|  |              | Houston Rockets        | Portland Trail Blazers | 1 | 2                 |                         |                         |                         |  |  |                   |                   |                   |   |  |            |            |            |
|  |              |                        |                        |   | 2                 |                         |                         |                         |  |  |                   |                   |                   |   |  |            |            |            |
|  |              | Portland Trail Blazers | 4                      |   |                   |                         |                         |                         |  |  |                   |                   |                   |   |  |            |            |            |
|  |              |                        |                        |   |                   |                         | San Antonio Spurs       | 4                       |  |  |                   |                   |                   |   |  |            |            |            |
|  |              |                        |                        |   |                   |                         |                         |                         |  |  |                   |                   |                   |   |  |            |            |            |
|  |              |                        | Oklahoma City          | 2 |                   |                         |                         |                         |  |  |                   |                   |                   |   |  |            |            |            |
|  |              | L.A. Clippers          | Oklahoma City          | 2 | 4                 |                         |                         |                         |  |  |                   |                   |                   |   |  |            |            |            |
|  |              | L.A. Clippers          |                        |   | 4                 |                         |                         |                         |  |  |                   |                   |                   |   |  |            |            |            |
|  |              | Golden State Warriors  | 3                      |   |                   |                         |                         |                         |  |  |                   |                   |                   |   |  |            |            |            |
|  |              | Golden State Warriors  | 3                      |   | L.A. Clippers     | 2                       |                         |                         |  |  |                   |                   |                   |   |  |            |            |            |
|  |              |                        |                        |   | L.A. Clippers     | 2                       |                         |                         |  |  |                   |                   |                   |   |  |            |            |            |
|  |              |                        | Oklahoma City          | 4 |                   |                         |                         |                         |  |  |                   |                   |                   |   |  |            |            |            |
|  |              | Oklahoma City          | Oklahoma City          | 4 | 4                 |                         |                         |                         |  |  |                   |                   |                   |   |  |            |            |            |
|  |              | Oklahoma City          |                        |   | 4                 |                         |                         |                         |  |  |                   |                   |                   |   |  |            |            |            |
|  |              | Memphis Grizzlies      | 3                      |   |                   |                         |                         |                         |  |  |                   |                   |                   |   |  |            |            |            |

## Prijzen

### Individuele Prijzen
- Most Valuable Player: 
Kevin Durant, (Oklahoma City Thunder)
- Defensive Player of the Year: 
Joakim Noah, (Chicago Bulls)
- Rookie of the Year: 
Michael Carter-Williams, (Philadelphia 76ers)
- Sixth Man of the Year: 
Jamal Crawford, (Los Angeles Clippers)
- Most Improved Player:
 Goran Dragić, (Phoenix Suns)
- Coach of the Year: 
Gregg Popovich, (San Antonio Spurs)

- Executive of the Year: 
R.C. Buford, (San Antonio Spurs)
- Sportsmanship Award: 
Mike Conley Jr., (Memphis Grizzlies)
- J. Walter Kennedy Citizenship Award: 
Luol Deng, (Cleveland Cavaliers)
- Twyman–Stokes Teammate of the Year Award: 
Shane Battier, (Miami Heat)

### All-NBA Teams
- All-NBA First Team:
  - F Kevin Durant, Oklahoma City Thunder
  - F LeBron James, Miami Heat
  - C Joakim Noah, Chicago Bulls
  - G James Harden, Houston Rockets
  - G Chris Paul, Los Angeles Clippers

- All-NBA Second Team:
  - F Blake Griffin, Los Angeles Clippers
  - F Kevin Love, Minnesota Timberwolves
  - C Dwight Howard, Houston Rockets
  - G Stephen Curry, Golden State Warriors
  - G Tony Parker, San Antonio Spurs

- All-NBA Third Team:
  - F Paul George, Indiana Pacers
  - F LaMarcus Aldridge, Portland Trail Blazers
  - C Al Jefferson, Charlotte Bobcats
  - G Goran Dragić, Phoenix Suns
  - G Damian Lillard, Portland Trail Blazers

- NBA All-Defensive First Team:
  - F Paul George, Indiana Pacers
  - F Serge Ibaka, Oklahoma City Thunder
  - C Joakim Noah, Chicago Bulls
  - G Andre Iguodala, Golden State Warriors
  - G Chris Paul, Los Angeles Clippers

- NBA All-Defensive Second Team:
  - F Kawhi Leonard, San Antonio Spurs
  - F LeBron James, Miami Heat
  - C Roy Hibbert, Indiana Pacers
  - G Jimmy Butler, Chicago Bulls
  - G Patrick Beverley, Houston Rockets

- NBA All-Rookie First Team:
  - Michael Carter-Williams, Philadelphia 76ers
  - Victor Oladipo, Orlando Magic
  - Trey Burke, Utah Jazz
  - Mason Plumlee, Brooklyn Nets
  - Tim Hardaway Jr., New York Knicks

- NBA All-Rookie Second Team:
  - Kelly Olynyk, Boston Celtics
  - Giannis Antetokounmpo, Milwaukee Bucks
  - Gorgui Dieng, Minnesota Timberwolves
  - Cody Zeller, Charlotte Bobcats
  - Steven Adams, Oklahoma City Thunder

1950 · 1951 · 1952 · 1953 · 1954 · 1955 · 1956 · 1957 · 1958 · 1959 · 
1960 · 1961 · 1962 · 1963 · 1964 · 1965 · 1966 · 1967 · 1968 · 1969 · 
1970 · 1971 · 1972 · 1973 · 1974 · 1975 · 1976 · 1977 · 1978 · 1979 · 
1980 · 1981 · 1982 · 1983 · 1984 · 1985 · 1986 · 1987 · 1988 · 1989 · 
1990 · 1991 · 1992 · 1993 · 1994 · 1995 · 1996 · 1997 · 1998 · 1999 · 
2000 · 2001 · 2002 · 2003 · 2004 · 2005 · 2006 · 2007 · 2008 · 2009 · 
2010 · 2011 · 2012 · 2013 · 2014 · 2015 · 2016 · 2017 · 2018 · 2019 · 
2020 · 2021 · 2022 · 2023 · 2024